# Mölkky

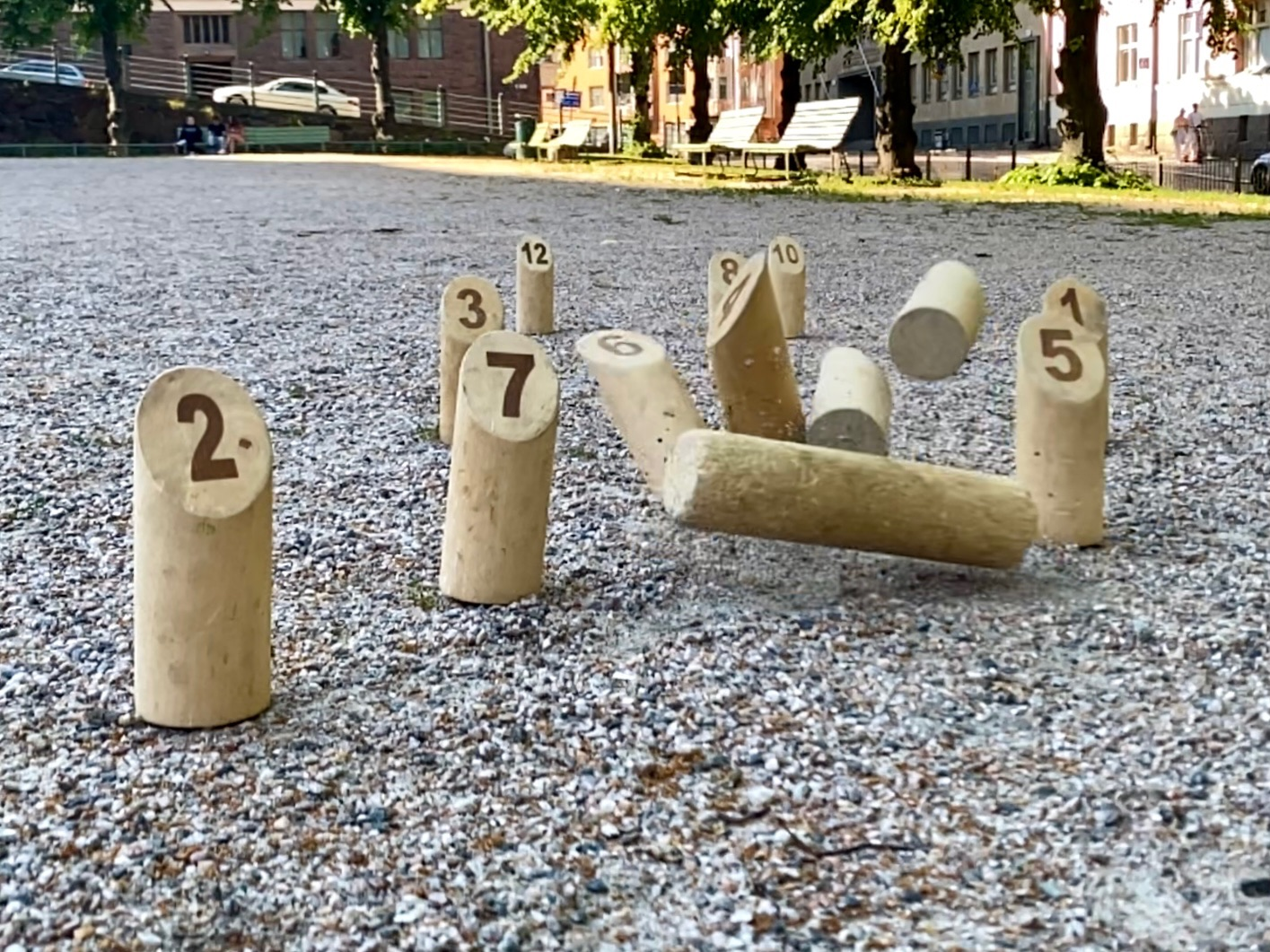
Rozehrané mölkky s házecím kolíkem srážejícím čtyři očíslované kolíky

Mölkky je původem finská hra, jejímž účelem je srážet na zemi postavené očíslované kolíky tak, aby bylo dosaženo požadovaného počtu bodů.

## Historie
Hra byla představena finskou společností Lahden Paikka v roce 1996, vychází však z tradiční hry nazvané kyykkä, která je původem z Karélie.

## Pravidla

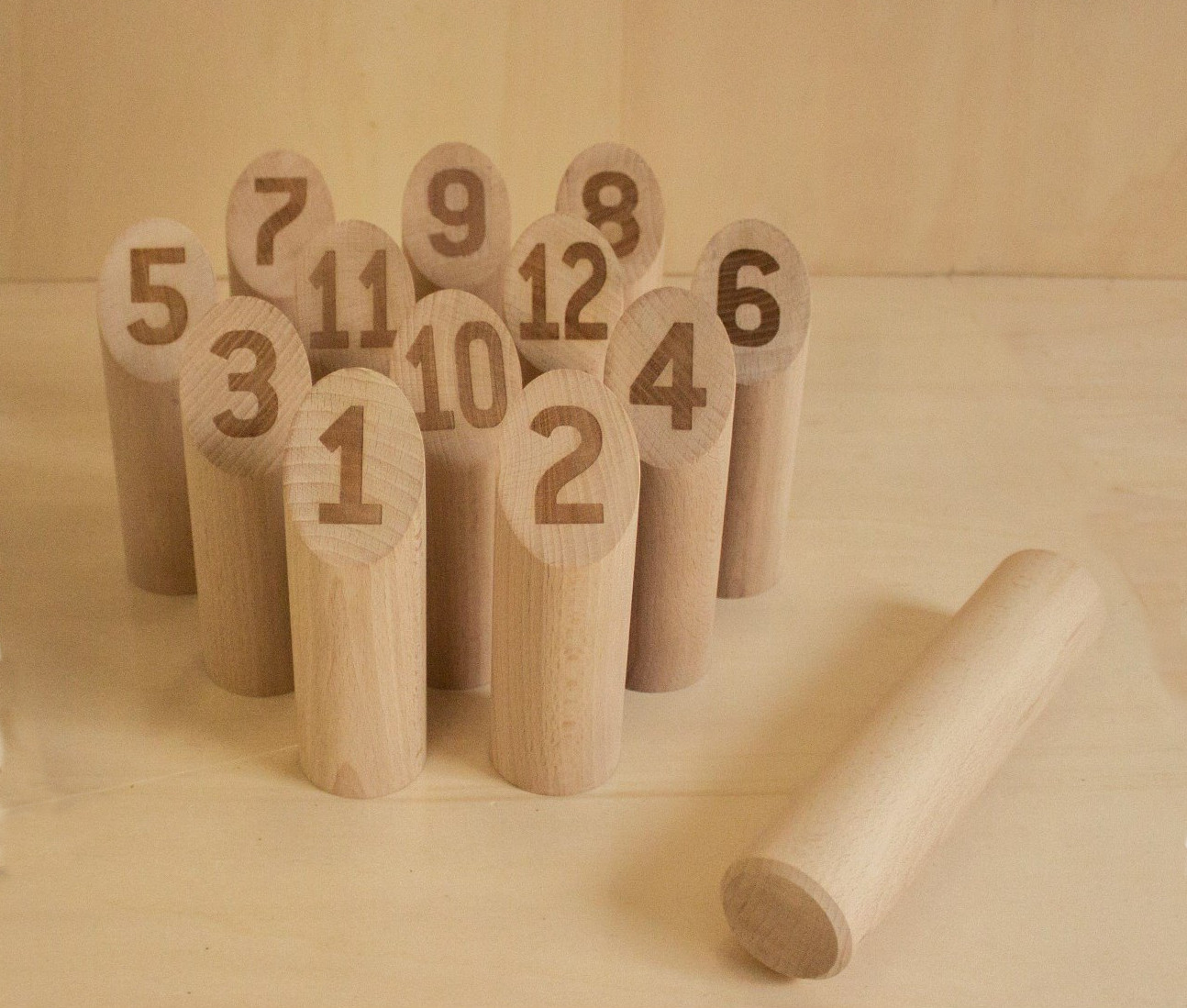
Úvodní rozestavení očíslovaných kolíků

Hrací sada sestává z 12 dřevěných kolíků označených čísly 1 až 12 a z házecího kolíku. Na začátku jsou kolíky postaveny na zem těsně u sebe v rozložení o čtyřech řadách.
Hráči se střídají v hodech házecím kolíkem od čáry, která se umísťuje 3–4 metry od postavených kolíků. Pokud hráč shodí jediný kolík, získává počet bodů shodný s číslem na tomto kolíku. Pokud shodí kolíků více, získává tolik bodů, kolik kolíků shodil. Za shozený se považuje pouze plně ležící kolík, tj. rovnoběžný se zemí.
Po každém hodu se shozené kolíky opět postaví, a to na místě, kam dopadly. Z úvodní sevřené skupiny se tak stává soubor roztroušených kolíků.
Vítězem se stává hráč, jenž dosáhne přesně 50 bodů. V případě překročení této hranice se jeho zisk snižuje na 25 bodů. Pokud hráč třikrát za sebou neshodí žádný kolík, ze hry vypadává.

## Organizace
Mezinárodní organizací zastřešující svazy hráčů mölkky je International Mölkky Organisation zahrnující 26 členských zemí. Každoročně pořádá mistrovství světa. To se roku 2017 konalo v Praze.
V České republice působí spolek Český svaz mölkky.